# Horst Uhlemann
Horst Uhlemann (* 9. Januar 1928 in Bamberg; † 20. August 2011 in Kulmbach) war ein deutscher Verleger. Von 1968 bis 2003 war er Geschäftsführer des Verlagshauses Baumann GmbH + Co KG in Kulmbach.

## Leben
Horst Uhlemann wurde 1928 als Sohn der Verlegerin Hilde Uhlemann, der Tochter des Verlagsgründers Ekkefried Caspar Baumann, in Bamberg geboren. Am 1. Juli 1968 trat er die Nachfolge seiner Mutter in der Geschäftsführung des Verlages an. Unter seiner Ägide wurde das Stammhaus mit dem Zeitungstitel Bayerische Rundschau und einer großen Rollenoffsetdruckerei wesentlich modernisiert. Mit dem Ankauf des Coburger Tageblattes sowie von Beteiligungen an den lokalen Rundfunkstationen Radio Plassenburg in Kulmbach und Radio eins in Coburg sowie der Internettochter ONCOM wurde das Geschäftsfeld erweitert.
Anfang 2003 zog Uhlemann sich nach den Feiern zum 100-jährigen Firmenjubiläum in den Ruhestand zurück und verkaufte die Firma an den Fränkischen Tag in Bamberg.

## Auszeichnungen
- 1986: Verdienstkreuz 1. Klasse der Bundesrepublik Deutschland
- 1976: Bayerischer Verdienstorden
- Staatsmedaille für besondere Verdienste um die bayerische Wirtschaft
- 14. April 2002: Ehrenbürger der Stadt Kulmbach
wegen seiner „außerordentlichen Verdienste um das Gemeinwohl und die Wirtschaft der Stadt“
- Bürgermedaille in Gold und Silber
- Plassenburg-Medaille in Gold
- Ehrenzeichen der Freistadt Rust

| Personendaten    | Personendaten      |
| ---------------- | ------------------ |
| NAME             | Uhlemann, Horst    |
| KURZBESCHREIBUNG | deutscher Verleger |
| GEBURTSDATUM     | 9. Januar 1928     |
| GEBURTSORT       | Bamberg            |
| STERBEDATUM      | 20. August 2011    |
| STERBEORT        | Kulmbach           |